# دی هویلند ومپایر
دی هویلند ومپایر (De Havilland Vampire) یک هواگرد جنگنده انگلیسی با موتور جت است که توسط شرکت هواپیمایی د هویلند توسعه یافته و تولید شده‌است. این هواپیما، دومین جنگنده دارای موتور جت پس از گلاستر متئور و نخستین جنگنده یک‌موتوره جت در نیروی هوایی سلطنتی بریتانیا بود.
توسعهٔ ومپایر به عنوان یک هواپیمای آزمایشی در سال ۱۹۴۱، در طول جنگ جهانی دوم به منظور بهره‌برداری از نوآوری انقلابی پیشرانه جت آغاز شد. با توجه به مطالعات طراحی د هویلند، تصمیم گرفته شد که این جنگنده با یک موتور توربوجت (که بعداً با عنوان موتور گابلین تولید شد) نیرو بگیرد. در ماه مه ۱۹۴۴ تصمیم گرفته شد که این هواپیما به عنوان هواگرد رهگیر برای نیروی هوایی سلطنتی بریتانیا (RAF) تولید شود. در سال ۱۹۴۶، ومپایر تنها چند ماه پس از پایان جنگ جهانی دوم، وارد خدمت عملیاتی در RAF شد.
ومپایر به بسیاری از کشورها صادر شد و در سراسر جهان در نبردها و در شرایط اقلیمی متعددی مورد استفاده قرار گرفت. چندین کشور از این جنگنده در نبردهای مختلف از جمله در بحران سوئز و درمالایا و رودزیا استفاده کرده‌اند. تا پایان تولید، تقریباً ۳۳۰۰ ومپایر ساخته شده بود که یک چهارم آن‌ها تحت لیسانس و در خارج از بریتانیا ساخته شده‌اند. د هاویلند، توسعه بیشتر این نوع را دنبال کرد. نسخه‌های متعدد با ویڗگی‌های خاص، از ومپایر تولید شد. ومپایر ۱۱۵، به‌عنوان یک هواگرد آموزشی دو صندلی و ومپایر ۱۱۲ ونوم، به‌عنوان یک نسخهٔ تخصص‌یافته برای حملات زمینی و عملیات در شب، از مهم‌ترین مدل‌های ومپایر بودند.

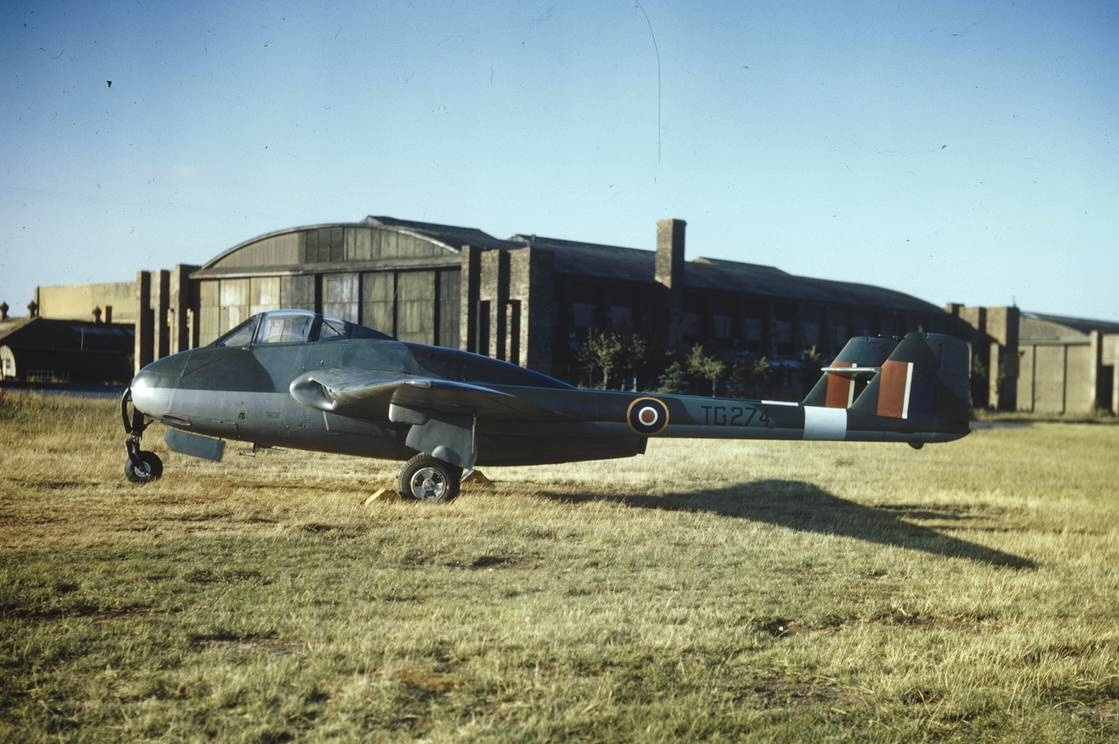
نخستین ومپایر اف۱ تولید شده در سال ۱۹۴۵ در تأسیسات آزمایش هواپیماها و تسلیحات

## سوابق و دستاوردها
ومپایر در ۸ ژوئن ۱۹۴۶، طی پرواز اسکادران ۲۴۷ فرماندهی جنگنده، بر فراز لندن در جشن روز پیروزی، به مردم بریتانیا معرفی شد. این هواپیما، رکوردهای هوانوردی متعددی را به ثبت رساند. ومپایر اولین جنگنده RAF با حداکثر سرعت بیش از ۸۰۰ کیلومتر بر ساعت بود. در ۳ دسامبر ۱۹۴۵، یک ومپایر دریایی نخستین هواپیمای تماماً جت بود که در عرشهٔ یک ناو هواپیمابر نشست و برخاست کرد. 
.

## کاربران

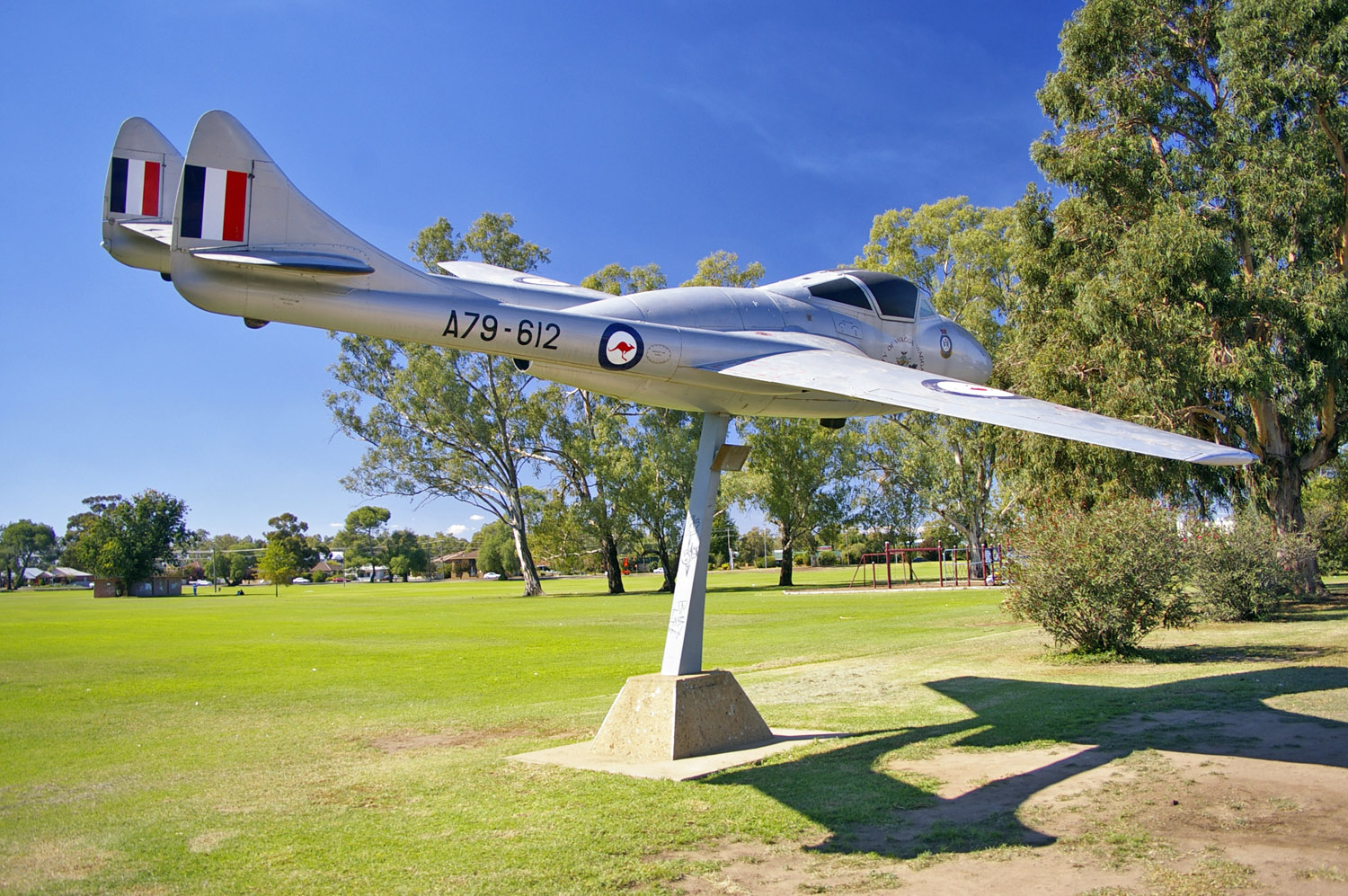
ومپایر در واگا واگا، نیوساوت‌ولز، استرالیا

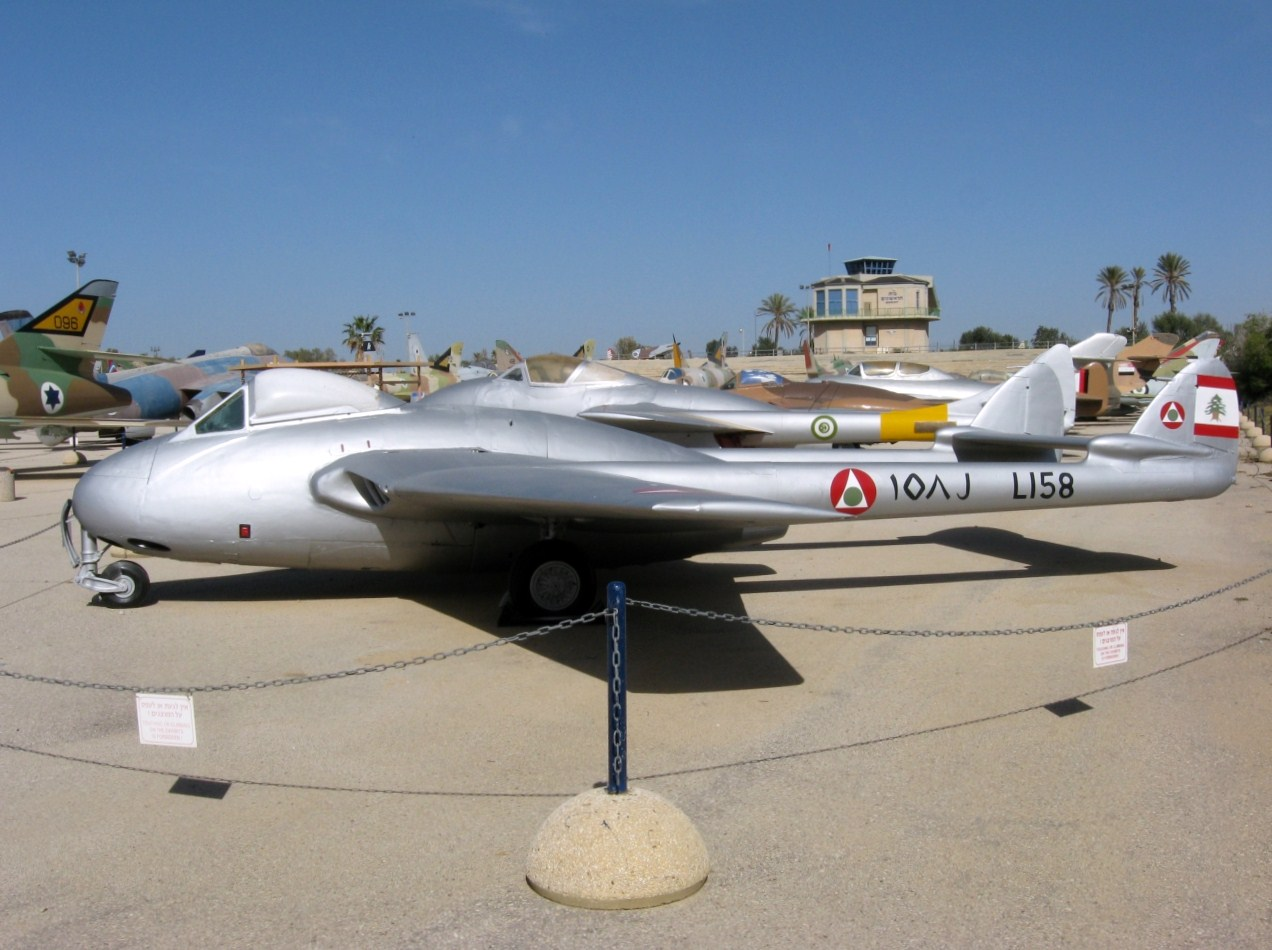
یک ومپایر با پرچم و نشان لبنان در اسرائیل

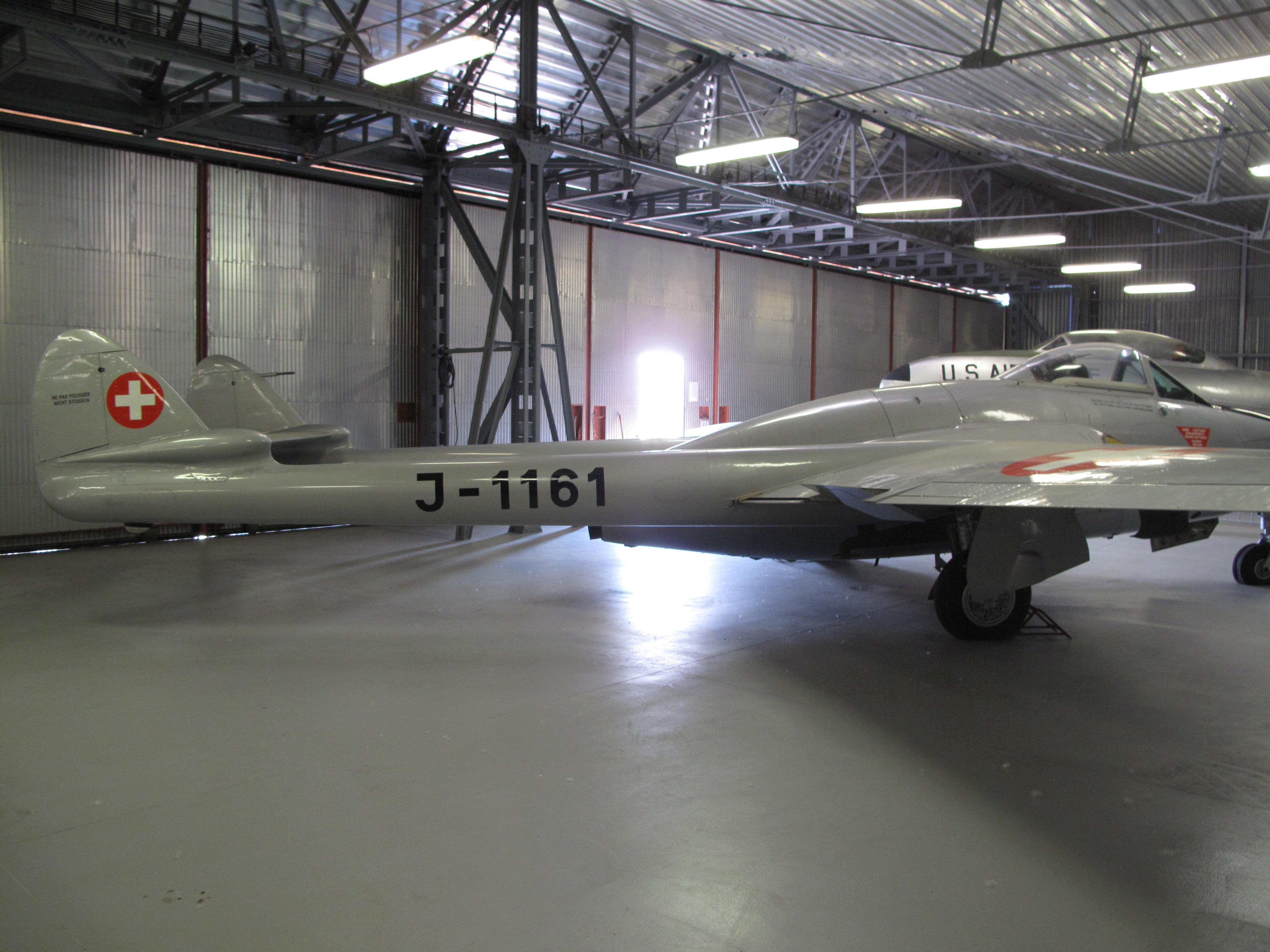
ومپایر نیروی هوایی سوئیس در موزه

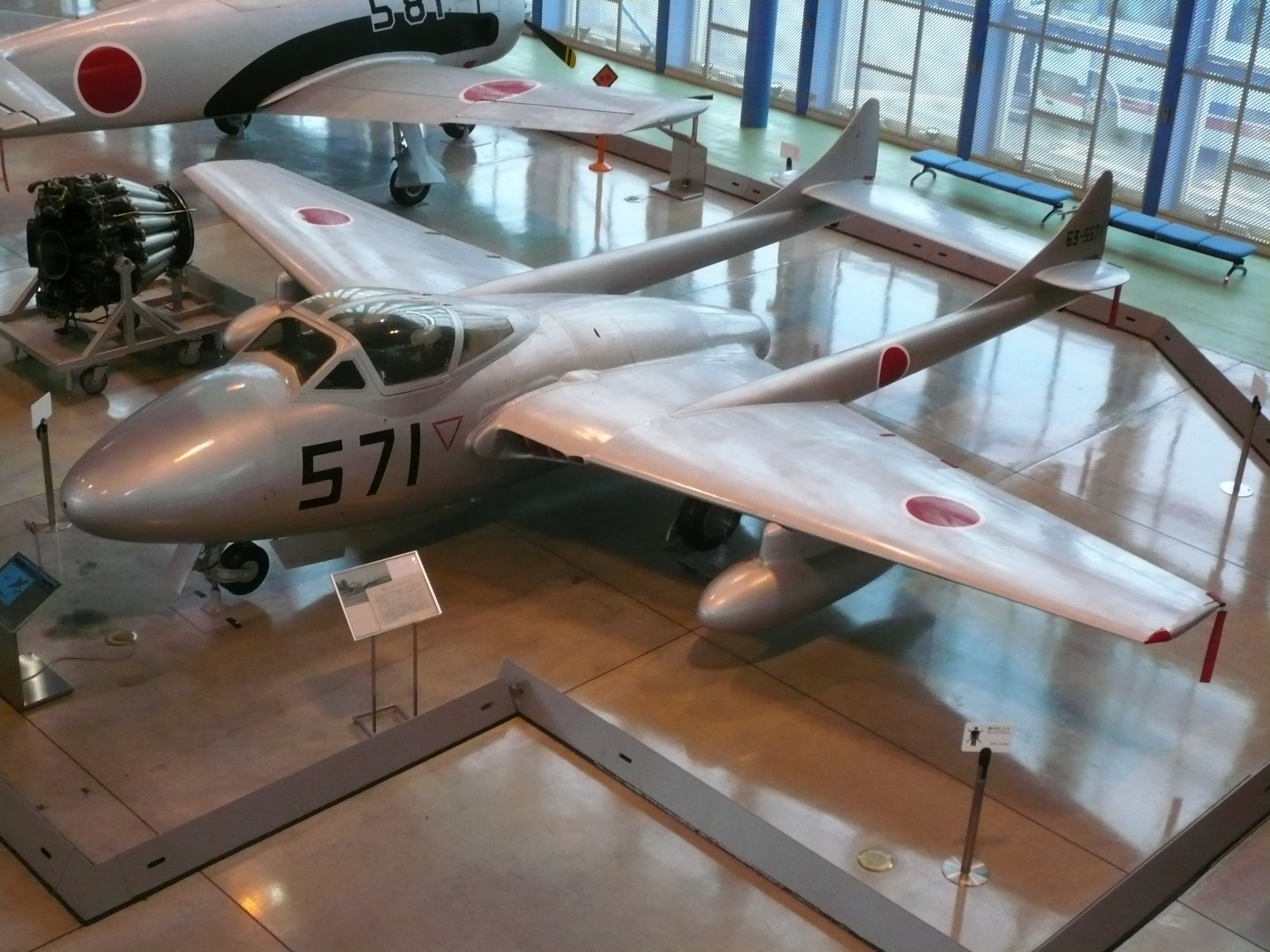
ومپایر تی. ۵۵ نیروی هوایی ژاپن در سالن عمومی پایگاه هوایی هاماماتسو

استرالیا
 اتریش
 میانمار
 کانادا
 قلمرو سیلان
 شیلی
 جمهوری دومینیکن
 مصر
 فنلاند
 فرانسه
 هند
 اندونزی
 عراق
 جمهوری ایرلند
 ایتالیا
 ژاپن
 اردن
 ایالت کاتانگا
 لبنان
 مکزیک
 نیوزیلند
 نروژ
 پرتغال
 رودزیا
 عربستان سعودی
 آفریقای جنوبی
 سوئد
  سوئیس
 سوریه
 بریتانیا
 ونزوئلا
 زیمبابوه

## ومپایرهای باقی‌مانده
نمونه‌هایی از ومپایر در ۲۸ کشور، باقی مانده‌اند. همچنین، نمونه‌های قابل پرواز این هواپیما، در ۱۰ کشور، موجود هستند.

## ویژگی‌ها (مدل اف بی. ۶)

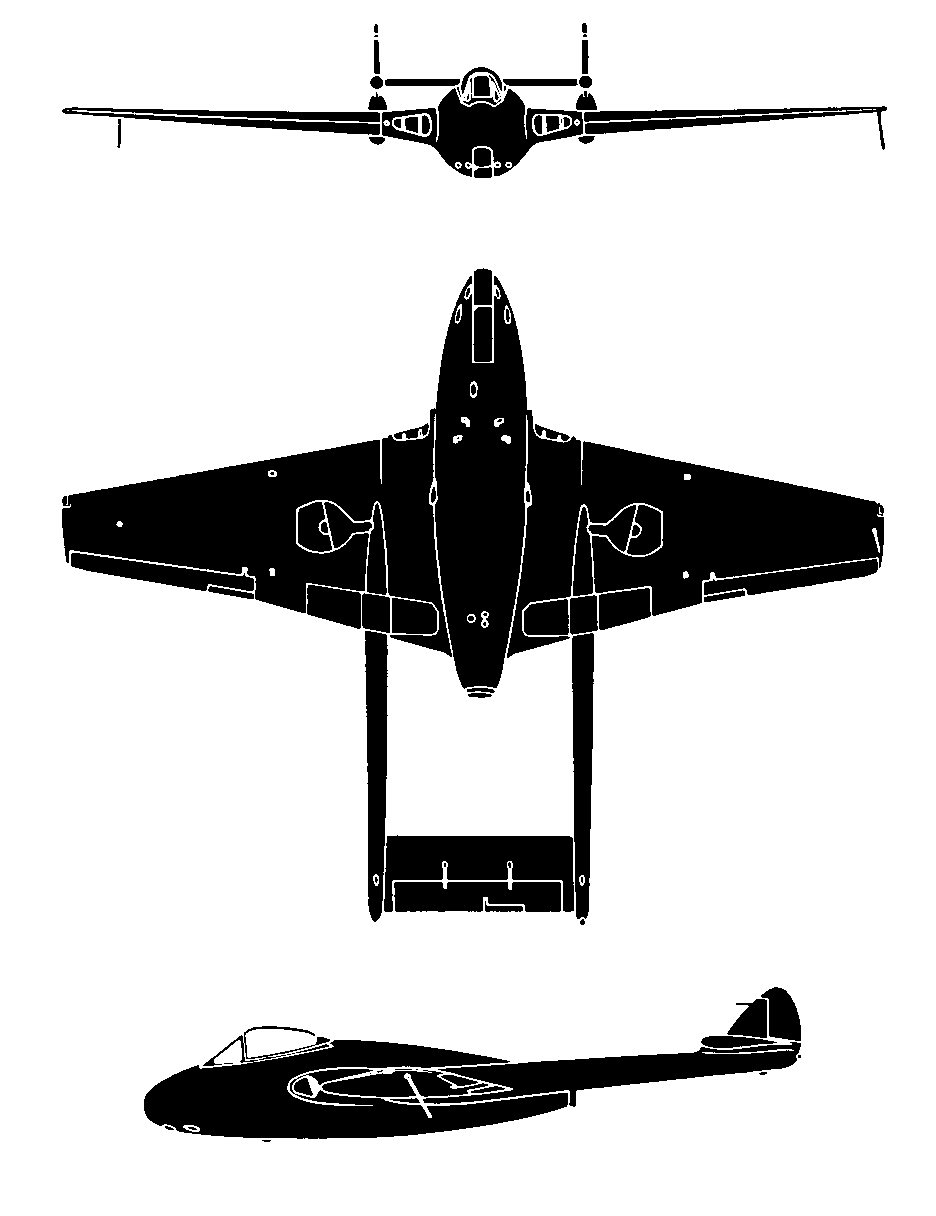

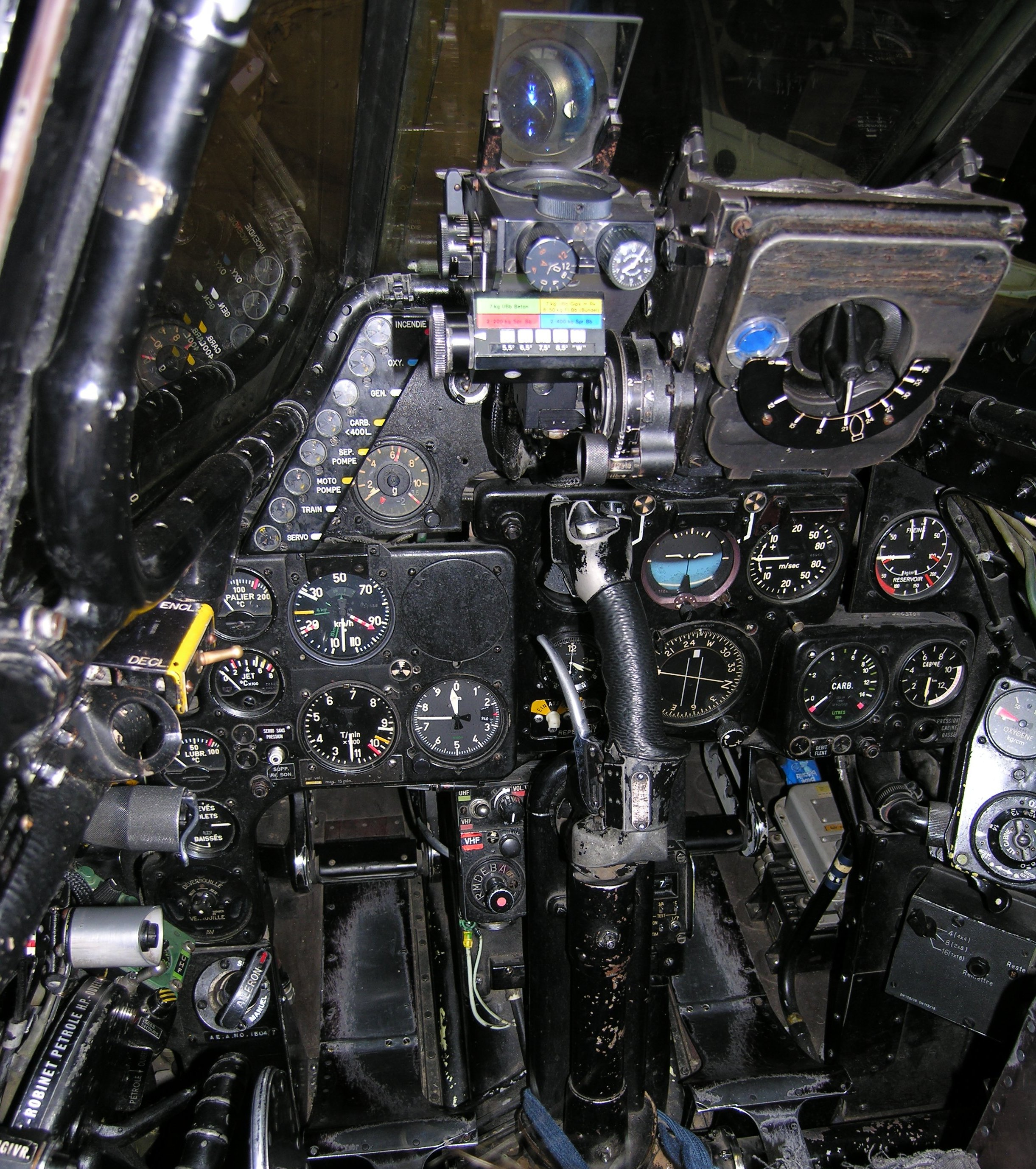
نمایی از کابین خلبان ومپایر

ویژگی‌های عمومی
- خدمه: ۱
- طول: ۳۰ فوت ۹ اینچ (۹٫۳۷ متر)
- پهنای بال: ۳۸ فوت (۱۲ متر)
- ارتفاع: ۸ فوت ۱۰ اینچ (۲٫۶۹ متر)
- مساحت بال‌ها: ۲۶۲ فوت مربع (۲۴٫۳ متر مربع)
- وزن خالی: ۷٬۲۸۳ پوند (۳٬۳۰۴ کیلوگرم)
- بیشترین وزن برخاست: ۱۲٬۳۹۰ پوند (۵٬۶۲۰ کیلوگرم) [۱۱]

عملکرد
- حداکثر سرعت: ۵۴۸ مایل بر ساعت (۸۸۲ کیلومتر بر ساعت، ۴۷۶ گره)
- بُرد: ۱٬۲۲۰ مایل (۱٬۹۶۰ کیلومتر، ۱٬۰۶۰ مایل دریایی)
- حداکثر ارتفاع: ۴۲٬۸۰۰ فوت (۱۳٬۰۰۰ متر)
- نرخ صعود: ۴٬۸۰۰ فوت بر دقیقه (۲۴ متر بر ثانیه) [۱۱]
- بارگیری بال: ۳۹٫۴ پوند بر فوت مربع (۱۹۲ کیلوگرم بر متر مربع) [۱۲]

تسلیحات

- اسلحه‌ها: ۴ تیربار هیسپانوسایوز. هر یک با ۱۵۰ فشنگ و در مجموع، ۶۰۰ فشنگ
- راکت‌ها: ۸ راکت ۶۰ پوندی ,[۱۳] [۱۴]
- بمب‌ها: ۲ بمب ۵۰۰ پوندی (۲۲۵ کیلوگرمی) یا دو مخزن سوخت خارجی، ۸ راکت ۶۰ پوندی ,[۱۳] [۱۴]

1. ↑  Gunston 1981, p. 52.
2. ↑  Mason 1965, pp. 10, 12.
3. ↑  Gunston 1992.
4. ↑  admin; admin. "A philanthropic airshow". Top Aviation News (به انگلیسی). Archived from the original on 15 November 2021. Retrieved 2020-10-25.
5. ↑  Brown 1985.
6. ↑  Wood, William 'Bill' (1997), Only Birds and Fools Fly, UK, archived from the original on 24 اكتبر 2020, retrieved 6 October 2009 {{citation}}: Check date values in: |archive-date= (help)
7. ↑  "ADF-Serials Vampire". Adf-serials.com.au. Retrieved 20 September 2018.
8. ↑  "RAAF leased Vampire FB.9 and Meteor T.7". Adf-gallery.com.au. Retrieved 20 September 2018.
9. 1 2 3 4 5 6 7 8 9 10 11 12 13 14 15 16 17 18 19 20 21 22 23 24 25 26 27 28 29 30  Goebel, Greg (1 February 2020). "[2.0] Vampire In Foreign Service". Air Vectors (v1.0.8 ed.).
10. ↑  "NZDF-Serials DH.100 Vampire". Adf-serials.com.au. Retrieved 20 September 2018.
11. 1 2  Jackson 1987, p. 431.
12. ↑  Winchester, Jim (2012). Jet fighters: inside & out. New York: Rosen. p. 27. ISBN 978-1-4488-5982-5.
13. 1 2    1985, p. 1380.
14. 1 2  Mason 1965, p. 12.